# プラネテス
『プラネテス』（ΠΛΑΝΗΤΕΣ, PLANETES）は、幸村誠による日本の漫画。また、それを原作にした谷口悟朗監督のテレビアニメ。

## 概要
『モーニング』（講談社）に1999年から2004年まで不定期連載された。単行本全4巻。
表題は古典ギリシア語で「惑う人」を意味するπλάνηςの複数形πλάνητεςであり、「惑う人々」転じて「惑星」を意味する語（英語で惑星を表す“planet”の語源）。
あまり顧みられることのない、宇宙開発によって生まれたスペースデブリ（宇宙ごみ）問題を取り上げ、その回収業者が主役のSF漫画である。2002年度第33回星雲賞コミック部門および、テレビアニメ化された作品が2005年度第36回星雲賞メディア部門を受賞。同賞の原作・アニメのダブル受賞は『風の谷のナウシカ』以来であり、更には連載中の作品については本作が初である。
作品の特徴のひとつに、作者の愛好する宮沢賢治の詩や物語が、時折引用される形で作品に登場する。2004年には『プラネテス公式ガイドブック 2075年宇宙への挑戦』が刊行された。

## あらすじ
時代は2070年代（2075年以降）。人類は宇宙開発を進め、月面でのヘリウム3の採掘など、資源開発が商業規模で行われている。火星には実験居住施設もあり、木星・土星への有人探査計画も進んでいる。毎日、地上と宇宙とを結ぶ高々度旅客機は軌道上と宇宙とを往復し、宇宙ステーションや月面には多くの人たちが生活し、様々な仕事をしている。
しかし、長い宇宙開発の歴史の影で生まれたスペースデブリ（宇宙空間のゴミ。廃棄された人工衛星や、ロケットの残骸など）は軌道上にあふれ、実際にたびたび旅客機と衝突事故を起こすなど、社会問題となっていた。また、地上の貧困・紛争問題は未解決のままで、宇宙開発の恩恵は、先進各国の独占状態にある。このため貧困による僻みや思想的な理由付けによるテロの問題も未解決である。
主人公のハチマキは宇宙で働くサラリーマン。主な仕事は宇宙のゴミ「デブリ」の回収作業。いつか自分個人の宇宙船を所有することを夢みている。ゴミ拾いは大事な仕事だと自分を納得させつつ、当初の夢と現実の狭間でこのまま現実を受け入れるか、それとも夢を追い求めるか思い悩む。

## 登場人物

### 主要キャラクター
星野 八郎太（ほしの はちろうた） - 通称「ハチマキ」、「ハチ」
本作の主人公。日本人（千葉県九十九里出身）。自家用宇宙船を買うという夢を持ちながら、日常に埋もれることに迷い続けつつ、惰性もあって仕事を続けている。直情的で根っからのオプティミストだが、置かれている状況に順応してしまっているだけに過ぎない。後に「もうひとりの自分」や「ネコ」と遭遇することで、常に己自身と向き合うことになる。
「もうひとりの自分」と対決していた頃は、様々な事柄に怒ることで自分を発奮させようとしており、「一人で生きて一人で死ぬのが完成された宇宙船員（ふなのり）」を座右の銘としていたが、他人との関係において「愛」を唱える田名部（タナベ）と激しく対立する。
木星往還船の乗組員に選ばれる前後にフィーの言う「はしかみたいなもの」にかかり自分を見失うが、「一人では生きていけない」という悟りをタナベに関わる中で見いだし、おそらく彼女が持つであろう答えを尋ねに地球へ降りて、後に求婚した。
「空間喪失症」などさまざまな障害に出会いつつも、より遠くの宇宙を目指すハチマキの姿は、事故による人的損失や膨大なコストなど、少なからぬ犠牲を払ってでも宇宙を探求する人類の営みと重なる。その理由に関しては、「バイアス（性向）があるから」としか答えられないが、ハチマキ自身もそのバイアスに沿って宇宙を目指し、後にデブリ屋を退職して木星往還船「フォン・ブラウン号」選抜試験を受験、「学科はちとアレだが」と言われるも船外活動においては教官や試験官も一目置くほどで後に正式クルーに選抜されることになる。
ちなみに、「八郎太」という名前は阪神ファンである父・ゴローがかつて火星に遠征していた時に、阪神が8連覇したことに由来している。もともとは宇宙にちなんだ名前にするつもりであったが、「メンドくせー」の一言で決定。初期の頃は髪を染めていたが、途中から黒髪にしている。
アニメ版
声 - 田中一成
テクノーラ社デブリ課船外活動員。宇宙船購入資金を貯めることを目標としながらも、会社員宇宙飛行士として、惰性で生きている。
とある事情から、いくら自分の実績を上げても、著名な航宙士である父親の七光りだと言われるのが悩みとなっている。現場育ちの叩き上げで、標準よりも優秀な船外活動員のようである。アニメでは元から髪の色が黒髪で描かれている。

田名部 愛（たなべ あい） - 通称「タナベ」
新人デブリ屋。日本人（北海道出身）。出生不明で、生後1歳前後より養父母の下で大切に育てられる。5歳の時まで言葉を話せなかった。愛（博愛）こそが全てを救うという信念を持つ。一本気で天然な性格の持ち主で、特技は「誰とでも打ち解ける事」。
ハチマキらの船に新人としてやってきた。理由は「己の限界を知るため」。大学の研究でナマコ、クモ、金魚を次々に宇宙船に持ち込みフィーを閉口させ、さらにはその後、無断で猫を持ち込み、フィーに自身の息子（8歳）と同格の烙印を押される。
全てを「愛」（人間愛や博愛など）という方向で結論付ける価値観を持つが、これを何にでも一人の枠内で片付けようとするハチマキに嫌われてしまい、ことごとく対立してしまう。ただ木星往還船乗組員に選ばれる前後にハチマキは自分の価値観と衝突し悩み苦しむこととなるが、その苦悩の中で「一人で生きて死ぬ」と粋がるだけでは人は生きていけないという悟りを得る端緒を与えている。しかしハチマキが誤って遺書を開けてしまったことを謝罪され、それに対して「何もかも愛している」ゆえに遺書が書けないと打ち明けるなど、当人も完成された絶対的な真理には至っていない。この遺書開封の事件がきっかけで、後にハチマキから求婚され、承諾する。
ハチマキ木星出発後の話では、フィーになぜハチマキと結婚したかを問われ「他に（求婚者が）いなかったから」と答えつつ、「彼を愛しているか」の問いには「はい、もちろん」と答えて、フィーに呆れられるのを通り越して尊敬されている。「愛」という人間にとって普遍的であるがゆえ、みだりに口にすると陳腐に聞こえてしまうものを臆面もなく至上のものと主張する存在である。
アニメ版
声 - 雪野五月（現・ゆきのさつき）
デブリ課に配属された、少々性格的に幼いところもある新人社会人（同デブリ屋）。常識的で周囲の力強さに圧倒されるも、事あるごとに「愛は世界を救う」と豪語、実行する一癖ある存在。また社内のダンス大会に一般入社であることをコンプレックスに出場するなど積極的な面もある。ちなみにダンスは準優勝（と言っても参加者はタナベを含め、2名である）。
宇宙防衛戦線のテロに巻き込まれ、自ら信じる「愛」について揺るがされる事態になり、紆余曲折を経てハチマキと結婚する。
原作よりも幼い性格、キャラクターデザイン、ハチマキに対する想いの葛藤、デートシーン、そして彼女の生い立ちがアニメでは語られなかったことから、原作と違い「普通の女の子」としてのキャラクターの位置づけが強い。エピローグにおいて、ハチマキの実家でおしめをハルコが干していたり、自身もベビー服を用意するなど、ハチマキとの子を出産間近と思わせる描写がある。

フィー・カーマイケル
ハチマキらが乗る船齢30年以上という老朽デブリ回収船「DS-12“TOY BOX”」の快活な黒人女性船長。業界屈指のプロフェッショナルだが、怒らせるとかなり怖い。愛煙家で、喫煙をたびたび妨害された恨みから、宇宙防衛戦線のテロ作戦を阻止したこともある。
地球には、主夫をしている夫と息子と扶養家族の犬猫が多数いる。料理の腕は破滅的で、作った料理を息子に「朝食みたいなもの」「爆撃?」と酷評された。大型オートバイで疾走するのが趣味らしい。アメリカ合衆国ヴァージニア州出身、黒人で、実家は法律家。ロイという叔父が森に山小屋を建て、ヴァイオリンを引きながら自給自足の生活を送っていたが、彼が誘拐事件の冤罪で共同体を追放された事件を幼少期に目撃して以来、実社会を「大人が作ったクソみたいな社会」と嫌悪している。
アニメ版
声 - 折笠愛
テクノーラ社デブリ回収船「DS-12“TOY BOX”」船長。課内では「船長」「姐さん」と呼ばれることもあるが、名前と敬称で呼ばれることが多い。
かつてはドルフらと共に会社（トラウム宇宙開発）を興したが、合併により現在の職場に至り、現場での仕事の道を選ぶ。不甲斐ない奴らを叱咤激励する姐さん。
デブリ課の室内には専用の密閉式喫煙カプセル「スモーカーズ・シート」がある。子供の頃は好き放題やっていて、よく男の子を泣かしていたらしい。どうやってかは不明だが、父親の車を大破させたこともある。なんだかんだ言って、夫にベタ惚れの様子。

ユーリ・ミハイロコフ
ハチマキらの同僚。かつてデブリ絡みの高高度旅客機事故「アルナイル8型事故」で日本人の妻を失っている物静かな男。ロシア人だが、かなりの日本通で日本語もしゃべれる。事故で自分だけ助かり、また妻の遺体が発見・回収されなかった事を気にかけていたが、後にデブリ回収任務中、偶然妻の形見である方位磁石を回収できたことをきっかけに事故の過去を吹っ切り、狭い宇宙船内の人間関係間の「緩衝材」役となっている。
地毛は元々黒髪だったが、途中で金髪に染めている（ただし妻との回想を除く過去の回想では金髪で描かれている）。
アニメ版
声 - 子安武人
デブリ課船外活動員。37歳。ハチマキの同僚で、結構何でも話しやすい相手。妻（声：桑島法子）を宇宙事故により亡くしている。よく課内に動物を預かっているため、テクノーラ社のみならず、他社の社員との人脈も持っている模様。
どこか打ち解けない雰囲気を持っていたが、回収作業中の出来事をきっかけに吹っ切れる。その描写は原作よりはっきりと現れている。前半では話し方が原作と違い、敬語を使った他人行儀なものだったが、九太郎と出会って以降は原作と同様のくだけたものとなった。また原作と違い最初から金髪で妻の生前のシーンでも金髪となっておりアニメでは元から地毛が金髪に変更されている。

### ハチマキの家族
星野 五郎（ほしの ごろう）
ハチマキの父親。その筋では凄腕の宇宙船機関士だが、家族にはどう接して良いか判らずに不可解な行動をとる変な人で、通気ダクトやあまり使われない通路などを散歩するのが趣味らしく、様々な施設の抜け道を熟知している。
地球には妻と息子（ハチマキの弟）がいる。妻には弱い。大の阪神ファンであり、火星で最初の本塁打を放った人でもある。
フォン・ブラウン号の乗員候補としてスカウトを受けたことで、宇宙防衛戦線のテロリストたちから命を狙われることになるが、徒手格闘で撃退してしまうなど、高い身体能力の持ち主。
アニメ版
声 - 飯塚昭三
ベテラン宇宙船機関員。その道ではかなりその腕前を知られた人物。家族への愛情はあるが、それ以上に宇宙にかける思いは強く、長期の航行に参加している。エンディングクレジットでの表記はゴローとなっている。

星野 ハルコ（ほしの ハルコ）
ハチマキの母親。歯に衣着せぬ物言いで、「良い宇宙飛行士の条件は生きて帰ってくること」と豪語する専業主婦。得意料理はとんかつで家族全員「お腹壊すまで食べる」大好物（食事に出た際に男どもは当然奪い合いになる）。ハルコ曰く、「ハチもキュータも夫婦で宇宙旅行したときに『あてた』子」らしい。落語に凝っている。
アニメ版
声 - 藤田淑子
ほとんど家に帰ってこない夫を持ちながら、一般と変わらない生活を送る主婦。ハチマキの休暇に同行してきたユーリとタナベを出迎える。木星往還船出発のテレビ中継が始まっても洗濯物干しをする動じない女性。

星野 九太郎（ほしの きゅうたろう）
ハチマキの弟。「ノリで宇宙船乗員（ふなのり）やってる」父や兄に反発、学生だが、ロケット技術者を目指して、目下勉強しながら、宇宙港の廃材置き場からくすねて来たジャンクでロケットを造っては飛ばしている。兄・ハチマキとケンカしたときに、「好きで子供（ガキ）やってんじゃねーや」と言いながら街中を走るなど、血筋に違わず熱血である。
初登場時は小柄だったが、旺盛な食欲と徹底的なカルシウム摂取で、約1年後には身長187センチにまで成長。「（身長の伸びは）月平均2cmか?!」と五郎を驚かせ、次いで「非常識」と言わしめた。
アニメ版
声 - 保志総一朗
ロケット開発に情熱を注ぐ。元気がありあまり、負けん気が強い。一刻も早く大きくなりたいと思っている。最終話では原作同様に身長が伸びたらしく、ロケットを担いで自宅に押しかけている取材陣に文句を言いながらも、兄嫁で新婚の愛を気遣いつつも、フォン・ブラウン号出発の特別番組に一人興奮していた。
演者の保志は最初は八郎太役でオーディションを受けていたが、監督の谷口の「キャラの性格を表現する上では問題ないけど、声質の年齢的なところで少し違うかなと、それなら弟だな」という理由で九太郎になった。

### タナベの家族
田名部 耕二（たなべ こうじ）
田名部愛の育ての父。元ロックボーカリストだったが、現在は風力発電施設の管理人。学は無いが、物事を深く洞察する人。良い天気は彼に言わせると「ロックンロール日和」とのこと。
田名部 由加里（たなべ ゆかり）
耕二の妻で、愛の育ての母親。小学校教師。明朗快活だが、愛情が深い。愛が人並みの幸福を掴むのを応援している。
アニメ版では耕二・由加里とも画面に姿を見せることはあるが、台詞はない。

### フィーの家族
アルバート・カーマイケル
フィーの一人息子。母フィーがデブリ拾いに従事してから、2年後に白人の父との間に産まれる。フィーが宇宙に行っている時期が多いので、父によってのびのびと育てられる。
アパートメントに暮らしているのに、動物が好きで、捨てられている犬猫を放って置けず、よく捨て犬猫を拾い、家の中で何匹も飼育している。せめて躾くらいはすべきという母に反発する。これは「大人の論理」に反発するフィーの分身として、物語では位置付けられる。デブリ回収業に意義を見いだせなくなり、突然家に帰ってきた母（しかもエプロン姿）を見て、「はじめてエプロンを!!」「まるでママみたいに」とかなり驚いている。
アニメ版では、父子とも台詞はない。
パパ
フィーの夫。家族に対して優しいが、優し過ぎてやや頼りない主夫。だが料理や家事はかなり上手いらしい。何事においても慌てず騒がず、二人三脚息子が一人プラスアルファの家庭を支えている。なおフィー休職中には仕事に出ようとしたが、職種は不明。
ロイ・ブライアント
フィーの叔父・対人恐怖症で、森の奥で一人掘っ立て小屋暮らしをしていた。幼かった頃のフィーには優しい叔父だったが、後にある冤罪が元で失踪する。この失踪事件が、フィーのトラウマらしい。

### 木星往還船開発計画の関係者
ウェルナー・ロックスミス
木星往還船開発計画責任者。ゴロー曰く「悪魔のような男（いい仕事をすると評した褒め言葉）」で、宇宙船開発に能力の全てを注ぐ、若いながらも極めて優秀な科学者。
しかし、開発途中で発生した大事故により、多くのエンジニアを喪う事態に直面しても眉ひとつ動かさない、一見して非人間的とも取れる冷淡な一面も併せ持つ。しかし、一方で事実を事実として否定せず、自分の責任を他人に押し付けて逃げたり、言い訳を並べ立てるような見苦しいことは一切しなかった。世論、特に遺族からの辛辣な言葉をも正面から受け止める。「フォン・ブラウン号」の成功こそが自身の責任の取り方と考えていた節も見られ、その落とし前はつけた。
本人曰く、「宇宙船以外何一つ愛せない男」らしい。「人間が愛を得るためには人間が神であらねばならない」というモットーを持っている。そのような信念からか、木星に到達したハチマキの演説に対して「気安く愛を語るんじゃねえ」と、毒突くような言葉を呟いていた。
モデルとなった人物は、ロケット技師ヴェルナー・フォン・ブラウン。
アニメ版
声 - 石塚運昇
フォン・ブラウン号開発計画責任者で、目的のためならどんな犠牲も厭わない科学者。どんな局面でも計画を遂行させるため、乗組員の選考では受験者に命の危険をともなう試験を顔色ひとつ変えず行う。あまりの過酷さに受験者に「エゴ」と糾弾されたが、逆に「エゴイスト結構。私もエゴイストだ」と言い放つ。

ハキム
木星往還船「フォン・ブラウン号」の乗組員に抜擢された（ハチマキの同僚になるはずだった）逸材だが、実際には宇宙開発に否定的な過激派「宇宙防衛戦線」のリーダーとして活動している両極端な二面性を持つ人物。出身は中東の某産油国で、エネルギーが石油から核融合発電に変わったことにより、祖国は最貧国の一つとなり、それゆえ先進国を憎んでいる。
原作版のフルネームはハキム・カシム。
アニメ版
声 - 大友龍三郎
連合の軌道保安庁に所属する保安官で、巡視船「クレスタ52」の指揮官としてだけでなく、テロ対策の現場指揮を務めることもあった。優秀な宇宙飛行士として、ハチマキ同様にギガルトに目を掛けられている。マナンガ（架空の中東産油国）出身。
軌道保安庁を退職して「フォン・ブラウン号」のクルー選抜試験を受験し、トップの成績で最終試験まで残ることになる。原作では宇宙防衛戦線のリーダーであったが、アニメではスパイ（軌道保安庁退職後は宇宙防衛戦線の実働部隊のリーダー的存在?）として描かれている。ギガルトからあだ名をつけられなかったことがはっきりしている唯一の人。
アニメ版でのフルネームはハキム・アシュミード。

サリー・シルバーストーン
木星往還船乗組員（船外活動要員）。ハチマキの同僚で、よき理解者。悟りを開いた挙句に現実から遊離したハチマキを心配し、「セクハラ（サリー自身の弁）」を働く。自分よりも他人を大事にする、面倒見のいい性格である。イギリス人。なお、現実の閉鎖空間長期間滞在実験「バイオスフィア2」に同名の科学者が参加している。
アニメ版
声 - 勝生真沙子
木星往還船乗組員選考会にて、ハチマキと同組で2次試験を受ける。

シン・ヤマガタ
木星往還船エンジン開発主任技術者・エンジン暴走事故の際に死亡。作中には名前と墓のみが登場する。ロックスミス曰く「グスコーブドリ」。独自理論による核融合炉制御を理解する才能があり、自分本位なロックスミスすらその才能を賞賛している。
カナ・ヤマガタ
シンの妹。兄の死を悲しみ、それをロックスミスのせいだと考え、エンジン爆発事故の真相を詰問した。
船長（本名不明 愛称：レニー）
木星往還船の船長・ボサボサ頭に丸眼鏡とズボン吊りがトレードマークで、ゴローとは火星往復時代からの付き合い。文章は下手なのに書く事は大好きで、おまけに「ハンパに目が肥えてる（ゴロー談）」ため、木星到着で全世界中継される演説文作成を控えて、胃潰瘍により作成の続行が不可能になり、代役としてハチマキがほぼアドリブで演説した。ゴローら火星開拓のスタッフが野球をするシーンで、一度だけ「レニー」と呼ばれている。
レオーノフ・ノルシュテイン
木星往還船乗組員。ウクライナ人。ハチマキと往還船搭載機の試運転中に事故に巻き込まれたため負傷し、正規クルーチームから降ろされる。
アニメ版
声 - 神奈延年
木星往還船乗組員選考会にてハチマキと同組で2次試験を受ける。アニメ版の方は、無事往還船に乗ることができた。

### その他のキャラクター
ノノ
世界に4人しかいない、月面生まれ、月面育ちの月面人（ルナリアン）。
その出自から、月面にある病院での暮らしを余儀なくされている。低重力下の月面で成長したため、身長はハチマキより大きいが、中身は12歳という年齢に相応しい快活な少女。地球の重力に耐えられない身体だが、地球の海に行くことを夢見ている。
アニメ版
声 - こおろぎさとみ
その天真爛漫さで、関わった他の登場人物の生き方を大きく変えていく、作中の重要人物の一人（当人は自覚していない）。病院を夜にこっそり抜け出し、宇宙服を着て月面を散歩することがある。
最終話では月面で何らかの活動中だったうらぶれた様子の逃亡中のテロリストであるハキムと出くわした。この際口封じのために撃たれそうになったが、その危機にも全く気付かないまま、ルナリアンであることと「国を見たことがない」ことをハキムに語った。ハキムは何らかの思いを抱いたらしく「それでも…」と呟きながら、月面基地からの光の中に立つノノを残し、そのまま影の中へと去っていった。
ハリー・ローランド
小惑星帯を初めて有人探査した、キャリア20数年のベテラン航宙士。
宇宙を自分の「死に場所」と決めるほど宇宙に対する執着が強く、宇宙白血病による事実上の“引退宣告”を受け入れることができずに「宇宙の一部になる」道を選び、月面で自らその生涯を閉ざすことになる。自分の生き様を模索するノノとは対照的に、「人生の幕引きをどうするか」を模索する人物として描かれている。
アニメ版
声 - 秋元羊介
ローランド自身の描写は原作とほとんど変わらないが、ローランドの死後、ハチマキやハキムの師匠であるギガルトがフィーに「ローランドさんは、私の師匠みたいなもの」と語っている。

男爵（本名不詳）
別のデブリ回収船の一員だが、自分はレティクル座方面から地球を監視する任務で来た異星人で、退屈しのぎにキャトルミューティレーションやミステリーサークルなどの騒動を起こし、その罰として身体を地球人のものに作り替えられ故郷に帰れなくなったと自称している。そのためか、言動に常識が欠如しており、「ともだちノート」とした、他人と仲良くなれるための方法をメモしたノートを携帯している。仕事熱心だが、素直過ぎて椿事を起こす事もしばしば。
名前の由来はほら吹き男爵から。普段は眼鏡をかけリーゼントで髪を固めていて、本人はキメているつもりだが、ロキシーからはロカビリーといわれている。眼鏡を外し髪を下ろすと意外とナイスガイであることが判明する（作者曰く「ちょっとフィー似」）。
アニメでは第2話・第17話にちらっと登場している。
ロキシー・シンプソン
月基地宇宙港の案内嬢。男爵に胸を揉まれた事件（男爵はそれが「女性に対する挨拶」と教えられていた）が切っかけで登場。胸が大きいのが悩みらしい。外伝4コマ漫画において髪を下ろして眼鏡を外した男爵に驚き、タナベに耳打ちされた男爵の「付き合ってください」という告白に「はい」と即答する一幕が描かれている。
サンダース大佐
連合に属する米宇宙軍情報局の大佐。ケンタッキーフライドチキンの創業者カーネル・サンダースそっくりの男。連合軍が宇宙での戦闘を本格化させたことに対し、ケスラーシンドロームの危険性に心を傷める一人だが、戦闘の早期終結を模索する過程でデブリ屋のフィー達を“反戦の英雄”に仕立て上げ、反戦世論を勢いづけるためのプロパガンダに利用しようと画策する。フィーと田名部からは酷く嫌われており、田名部からは「ああいう輩が戦争を起こす」とまで言われる始末。
ラモン神父
小さな田舎の教会で牧師をしている壮年の男。元・宇宙船技術者でありロックスミスの恩師。土星往還船を計画するロックスミスに現場復帰を促されるが断っている。現役時代はロックスミス曰く「恐ろしい技術者」だったそうだが、現在は宇宙を目指そうとするロックスミスらに対し批判的な意見を述べている。

### アニメ版のみの登場人物
フィリップ・マイヤーズ
声 - 緒方愛香（現・岡田吉弘）
テクノーラ社第二事業部デブリ課課長補佐だが、デブリ課内の呼称は「課長」で、エンディングにおける役名表記も本名ではなく「課長」で表記される。アメリカ人。
定年を目前に控え、退職後の自由闊達な生活を心待ちにする良き家庭人。ただ社内では「毒にも薬にも成らない」として他の重役から無視されている。揉め事の種が見えそうになるたびに事なかれ100%の言動と態度を見せるが、部下の生命に関わる事態で酷薄な事業部トップに掴みかかったこともある。
最終回に定年が延長され続投しているほか、重大な秘密が暴露される。フィーとクレアは「さん」付け、それ以外の課内の者は「ちゃん」付けで呼ぶ。
アルヴィンド・ラビィ
声 - 後藤哲夫
デブリ課所属。インド人。係長代理補佐なる役職を持つが、その実態は「テクノーラ社宴会部長」で、毎日を「新ネタの開発」に費やしているという微妙な立場にある。宴会や接待のセッティングに細やかな配慮で対応するほか、宴会用の新ネタは話数を経るたびにグレードアップ、芸のためなら最新機材や特殊素材などを惜しみなく導入している。ただ日常業務では才能が発揮できず、他の部署をたらい回しにされた挙句に同課に配属されたらしい。
離婚した妻との間に7人の子供がいるため、養育費に汲々としているが、子供たちには自慢のお父さんとして信頼されている様子。船外アームの操作免許も持つが、ペーパー。しかしこの免許が、後にデブリ課を救うことになる。最終回で「補佐」が取れる。課長以外の課内の者を「君」付けで呼ぶ。
エーデルガルド・リヴェラ
声 - 伊藤舞子
愛称「エーデル」。デブリ課派遣事務員。ドイツ人。人付き合いがあまり無くおとなしいが、ボソッと警句を吐き、課長とラビィを指して「デブリコンビ」と評し「働けよ」と毒づく。
オフィスではおよそまともに仕事をしていないデブリ課において喧噪を気にせず唯一人黙々と働き続け、定時になると即座に帰るなど全くその空気に染まる素振りを見せないが、帰属意識が皆無なわけでもなく、誰にも気付かれない程度に密かに調子を合わせたりもしている。私服は過激なパンクファッション系だが、勉強熱心であり資格取得が趣味のようで、テクノーラ社との契約期間外には思わぬ所で働いている事も。小物集めもしており、特にノーラくんグッズがお気に入りで、ノーラくんのアクセサリーで買収されたこともある。
以前は結婚していたが、非常に辛い結婚生活を送っていた。元夫に強力な船外活動用のアンカーを射かけ、半ば本気で殺そうとしたところを、偶然同じホテルでタナベとデートをしていたハチマキに止められる。以来、タナベと打ち解けると共に課内での態度も一応軟化しており、ハチマキと月で偶然会った際にタナベの近況を伝え、彼女にハチマキが病院へ向かった事を伝えた。警備員にも負けないほど格闘が強い。酒が入ると絡み癖が出るなど、酒乱の傾向がある。
最終回で、念願の正社員に登用された。
ドルフ・アザリア
声 - 加門良
テクノーラ社第二事業部長。口数は少なく社内政治能力に長ける一方、社員の生活を自身や利益より優先するなど、静かな人徳家である。
ただ、「あまりに優秀」である事から、同列古参株の会社重役には疎まれ、計画が失敗するリスクの大きい木星計画との防波堤として、新規に作られたテクノーラの子会社的企業「ガリレオ開発」の社長に左遷される。
過去にはテクノーラ社に吸収合併された宇宙ベンチャー企業の社長だった経歴があり、フィーと働いていた。額が広く、フィーの息子から「デコのおっちゃん」と呼ばれている。野菜が苦手。
エンディングではロックスミスを抱き込み、木星計画の技術を独占、会社を独立させてしまう。
クレア・ロンド
声 - 渡辺久美子
テクノーラ社第二事業部管制課員。エルタニカ（架空の南米の紛争国）系アメリカ人。ハチマキと同期で、着実に実績を上げている優秀な社員であり、フィーの評価は今までで5本の指に入る管制官との事。しかし、生まれた国が貧しく難民として苦労し、8歳でようやく字が読めるように。そのような経験から、やや性格がキツい（特にタナベに対して）。ギガルト曰く「白鳥さん」（その意は「見えざる努力家」）。口癖は「薄っぺらい」。同郷の宇宙作業ポッド開発技術者との出会いを機に、流転の人生を歩むことに。
かつてはハチマキと付き合っていた。ハキムのテロに加担するも負傷してタナベとともに脱出、月面でシャトルバスに保護された後に逮捕されたが、最終話にて刑務所に面会に行ったチェンシンとハチマキに、刑期を終えたら出身国の言葉に先進国の書物を翻訳するという前向きな夢を語り、和解した。
原作の番外編4コマ漫画にも登場したが、作者によるとアニメオリジナルキャラのため、似せて描く自信がないので、顔の描写はない（顔に影がかかるか、後姿のみでの登場）。
カオ・チェンシン（高 正盛）
声 - 檜山修之
テクノーラ社操縦士。台湾人。ハチマキと同期で、仲間内では「一番の出世頭」。良い所のお坊ちゃん然として、我を主張せず、素直で利発で誰にでも親切丁寧な性格もあり、宇宙旅客機の副操縦士にまで出世した。
テクノーラ社の広報活動のため「フォン・ブラウン号」選抜試験を受験するが、プロパガンダのために形式的な受験をしたチェンシンとは違い「フォン・ブラウン号じゃなきゃダメなんだ!」と目標に立ち向かう情熱の強さを見せたハチマキに対する反目から、試験後は自暴自棄気味になり、貨物船操縦士に降格される。しかし、この降格をきっかけにして、次第に自分自身に正直になっていく。
クレアとの面会でハチマキと再会し、クレアも含め和解した。後に旅客機の副操縦士に復帰している。
リュシー・アスカム
声 - 倉田雅世
テクノーラ社旅客宇宙船添乗員。タナベの同期仲間で、その人形を思わせる愛らしい容姿とは裏腹に、玉の輿と恋愛に情熱を燃やす一方、何にでも思ったことを言わないと気が済まない、とてもはっきりした性格の持ち主。フランス人。
初めはチェンシンに恋心を抱いており、ライバルを減らす意味でもチェンシンが好意を抱くタナベと八郎太を結び付けようと奔走する。その後、紆余曲折を経て連合議長の息子であるコリンに目を付けたが、連合の査察官となったコリンの随行員として「フォン・ブラウン号」を訪れた際に宇宙防衛戦線のテロに巻き込まれ、ここで下地丸出しで自分の思いをコリンの前でぶちまけたのが良かったのか、交際し始めた様子が最終回で描かれている。
ギガルト・ガンガラガッシュ
声 - 若本規夫
軌道保安庁の幹部保安官。2021年7月21日生まれ、O型。2072年頃までテクノーラ社に勤務しており、デブリ課時代にハチマキの先輩宇宙飛行士として船外活動を指導した。軌道保安庁でもハキムの指導をしており、ハチマキと同じギガルトの弟子であるハキムに「ギガルト学校」と言わしめた。彼はこの二人に「先生」と呼ばれる。ゴローとは旧知の仲。人の名前を覚えるのが苦手で、誰にでもあだ名をつけたがる体育会系の人。
世界でも屈指のEVAスペシャリスト（船外活動のプロフェッショナル）であり、ゴローと同様に「フォン・ブラウン号」乗組員の候補として名前が挙がるほどだが、その体は癌に蝕まれていたため、指名されることはなかった。
コリン・クリフォード
声 - 私市淳
世界連合議長の次男。登場当初は典型的な親の七光りを鼻にかける嫌味な性格のボンボン。議長も「予備」と表現するなど、複雑な家庭の事情がある様子。
とある事情からTOY BOXに同乗した際に、タナベにモーションをかけるも、ぶん殴られる。後に連合の末端で査察官として仕事をするようになるが、「フォン・ブラウン号」に訪れた際にテロに巻き込まれ、これが縁でリュシーと交際する事に。
ノーマン・シュワイマー
声 - 大川透
テクノーラ社第三事業部（月および月軌道が営業範囲）部長。肥満体。上司命令は絶対で、部下が口答えするなどもってのほかと考えているなどの偏狭な人物。
月軌道にある実験モジュールの件で、デブリ課とドルフを敵視しており、ドルフの左遷後、第二事業部部長も兼務することになるが、早速、デブリ課を廃止する決定を出す。
ドルフから「人の使い方が下手」と評価されているが、ノーマンも「宴会屋」ラビィの処遇について「人の使い方を知らない」と言っている。
テマラ・ポワチエ
声 - 田原アルノ
11話に登場した技術者。エルタニカ出身で内戦が沈静化した際に帰国して精密機器会社「エルタニカ・テクニカ」を起業する。最新の技術・素材が使えない環境ながら、既存技術を組み合わせた宇宙服（厳密には1人乗りの船外作業機）を開発。ISPV7まで売り込みの営業に訪れる。
] クレアやデブリ課の協力で規格試験にチャレンジし、エルタニカ初の国際規格クリアを成し遂げる。だが、直後に本国で戦闘が再発してしまい、宇宙からは見えない「国境」というものに涙した。
最終回ではラビィの新ネタ用の機材（個人用のフライトローター）に企業ロゴが確認できる。
ナレーター
声 - 小林恭治

## 宇宙船

### デブリ課所属船
デブリ回収船 DS-12 TOY BOX
ハチマキたちが搭乗するテクノーラ社デブリ課所属のデブリ回収船。全長57メートル。船齢30年の老朽船であるため、内装が壊れることがしばしば。しかし、対デブリ装甲であるホイップルバンパーを搭載し、外装は頑丈。動力源は推進ユニットの前にある2基のタンクに入った液体水素。推進ユニットに搭載されているメインスラスタは3基。その他にも船体中に姿勢制御用サブスラスタが搭載されている。船首部分にはエアロシールドを搭載した緊急時用脱出カプセルが搭載され、その後ろにコックピット、居住区などの円筒形の与圧モジュール、燃料タンク、推進ユニット、デブリ収納用コンテナなどが縦横に接続されてゆき、その周りを装甲板が取り囲む構造となっており、長期間の航行を考えて居住スペースが広い。
また、デブリ回収船という作業船であるため、ロボットアーム、微小デブリ用センサ類、ガントリークレーン、デブリ収納用コンテナ（船体の3分の1ほどの大きさを占め、デブリ回収時にはハッチが大きく展開する）などを装備している。また、その他にも小型デブリ回収艇（フィッシュボーン）2機、太陽光パネルなど、さまざまな機材を搭載している。
宇宙防衛戦線のテロにより宇宙ステーションへの衝突軌道をとった人工衛星に、1人で乗っていたフィーの操縦で体当たりして阻止したが、そのために大気圏に突入し、焼失した。なお、フィーは上記脱出カプセルにて生還した。
デブリ回収船 DS-12 TOY BOX 2
喪失した旧TOY BOXに代ってデブリ課に配属された最新鋭船。
フィーの功績をたたえて贈呈されただけあって、デブリ回収船として使用するにはもったいないほどの高性能船。そのため、旧TOY BOXに比べて船体はコンパクトになっており、機体の一部（推進ユニット）を分離して、本体との間に大型のデブリを挟んで輸送できる新機能が付いた。デブリ回収用の機材は、ロボットアーム8基（船首に小型のものが2つ、推進ユニットと本体の連結部の両側に各2つ）、フィッシュボーン2機、デブリ収納用コンテナなどを搭載している。その他にも可動式の太陽光パネル、船首部分に航行用ライトなどを装備。
小型デブリ回収艇 フィッシュボーン
TOY BOXに2機搭載されている小型デブリ回収船。全長12メートル。略称は「FB」。小型のデブリを回収する際に使用される。与圧区画はなく、コックピットはむき出しになっており、搭乗する際にはEVAスーツを着用する。船首部分と推進ユニットをつなぐカーゴケイジは、格納時の3倍の長さに伸ばすことができ、小型デブリをここに乗せて輸送する。燃料が推進ユニットに取り付けられている小型の球形タンクの中のものだけなので、航行時間は限られているものと思われる。

### 木星往還船
木星往還船 フォン・ブラウン号
木星の探査、恒久的資源採取基地の建設を目的として連合により建造された大型船。ウェルナー・ロックスミスが船体の設計を担当。同じくロックスミスが設計した人類史上最強の性能を持った核融合エンジン「タンデム・ミラー」を搭載し、木星に1年半で到達できる。
木星への旅のために、6区画ある長方形の巨大な居住区には微生物単位で管理された農業エリアなど、ありとあらゆるものが備えられている。居住区は停泊中は回転する際に生じる遠心力で、航行中には後方へ傾けることで生じる慣性力で疑似重力を得ている。船首部分はレーダー装置、センサ類、ドッキングポートなどの機材などが組み合わさった複合構造体で、船の推進軸に塔のように伸びており、その後ろに居住区、重水素、ヘリウム3タンク（球形のものと円筒形のものがある）、タンデム・ミラーエンジンを搭載した船体の半分以上を占める巨大な円筒形の推進ユニットが続く構造となっている。

## 単行本

### 漫画
| 巻数 | 話数・サブタイトル | 初版発行日付   | ISBN               |
| ---- | --- | -------------- | ------------------ |
| 1    | PHASE1 屑星の空 PHASE2 地球外少女 PHASE3 ささやかなる一服を星あかりのもとで PHASE4 ロケットのある風景 PHASE5 IGNITION－点火－                                                                                      | 2001年1月23日  | ISBN 4-06-328735-1 |
| 2    | PHASE6 走る男 PHASE7 タナベ EXTRA PHASE 或いはそれこそが幸せの日々 PHASE8 サキノハカという黒い華〈前編〉 PHASE9 サキノハカという黒い華〈後編〉 PHASE10 惑う人達 PHASE11 СПАСИБО                                    | 2001年10月23日 | ISBN 4-06-328778-5 |
| 3    | PHASE12 夜の猫 PHASE13 風車の町 PHASE14 おとこのコとおんなのコ PHASE15 却来の日 PHASE16 ハチマキ EXTRA PHASE 赤い星、白いタマ                                                                                      | 2003年1月23日  | ISBN 4-06-328863-3 |
| 4    | PHASE17 友達100人できるかな PHASE18 グスコーブドリのように PHASE19 犬の日々 PHASE20 飼犬 PHASE21 少女と負け犬 PHASE22 泣く犬 PHASE23 疾る犬 PHASE24 咆える犬 PHASE25 光の速さで45分 PHASE26 What a Wonderful World | 2004年2月23日  | ISBN 4-06-328937-0 |

### 関連書籍
- 『2075年宇宙への挑戦 プラネテス公式ガイドブック』 2004年2月23日発行 ISBN 4-06-334845-8
  - 見開きイラストや短編「宇宙葬」なども収録されている。
- 『ふたごのプラネテス』 2004年12月19日発行 ISBN 4-06-364615-7
  - アニメ第7話のDVDが付属がされているが、本編の音声は無く、オーディオコメンタリーとオマケの映像特典が収録されている。

## アニメ
- 2003年に、NHK BS2でアニメ化された。2003年10月4日から2004年4月17日に放送。全26話。NHK教育テレビでも2004年7月15日（14日深夜）から2005年1月27日（26日深夜）に木曜（水曜深夜）の0時25分に放送され、2022年1月9日の日曜 19時から再放送[4][5]。
  - また、BS-hiにて2005年5月9日から2006年1月9日に月曜 19時30分から19時55分の枠で放送された。BS-hiでの再放送は、2005年5月15日から2006年1月15日に日曜 21時35分から22時00分の枠で放送された。2005年のBS-hiの再放送では、番組編成の都合で放送のない週や、日曜の再放送では2話連続放送などで編成していた。
- 2012年8月18日と8月25日の2週にわたり、アニマックスで全話集中放送された。これが有料アニメ専門チャンネルでの初放送事例となる。
- 本作品は『スクライド』を手がけたサンライズ井荻スタジオが母体となり、画面サイズが16:9のハイビジョンで制作されている。
- 宇宙空間の描写では、宇宙服および宇宙船内以外での効果音がほぼ存在しないという演出であった。BGMはサンプリングではなく、本物の和楽器奏者を用いている。また、テルミンを使った楽曲もある。
- 以下はDVDの封入特典から大河内一楼の発言[6]。
  - シリーズ構成・脚本の大河内一楼によると監督の谷口やプロデューサーから「普通の人も見れるような作品にしたい」という要望があり、「どうしたらいいんだろう」と考えてたとき、参考にとプロデューサーから勧められた『ER緊急救命室』のビデオを鑑賞したが、「『ER』だと少々ハードなものになってしまうだろうというこで、もう少し柔らかく日本のお客さんにもなみじみのある『踊る大捜査線』みたいなテイストのコミカルなものを目指そう」という話になったという。
  - また大河内は登場人物の描き方については「原作には登場しないオリジナルのキャラクターも多かったので、どんなふうに落ち着くのか。全体にこんなテンションで、こんなふうに泣かせもあって、こういった部分にカタルシスを求めて、アニメなんだけど実写っぽい感じのテイストですよと。そういことを実際に脚本の形でみんなに説明してみたんです」という。
  - 原作と違い最初からタナベを出そうとした理由は「第1話ってキャラクターや世界観を説明しないといけないでしょう。原作の第1話だとユーリが主人公みたいだし、お客さんも世界観がつかみにくいと思ったんです。それと、一般視聴者が観る番組にしようとしたとき、ヒロインがいないのはどうかなと。ヒロインがいる方が普通だし、見やすいと思うんですよね」だからという。
  - 脚本作業に入って、スタート時点で留意してたことは「とにかくSFものにあまり親しんでない普通のお客さんの視点を入れようということに尽きます。そのために、第1話ではタナベをとりあえず主人公に据えたんです。宇宙の様々な事柄に驚いたり、設定的なことに関しての視聴者の疑問を代弁をするためです。その上で、第2話はハチマキの話にしました。この第1話と第2話で、【本編の主人公はこの2人ですよ】ということを知っていただこうという算段です」という。
  - 想定された視聴者層については「この作品は、NHKさんからの要望で大人向けのアニメ枠を作りたいという話だったんです。僕は夜の11時台ぐらいの放送を想定していて、その時間帯に観るなら仕事を持ってるサラリーマン、それもだいたい25歳ぐらいが中心という前提で作り始めたんです。会社に入って間もないけど、未来はまだ決まりきっているわけじゃなくて、いろんな選択肢がある。だから、第1話の脚本は実際にサラリーマンの方に読んでいただき、感想を聞いたりしてるんですよ。もっとも、想定とは違って、朝8時の放送になりましたが」という。
  - 原作者の幸村から特に要望はなく「ほとんどこちらにまかせていただいています」といい、第1話のフィルムを観てもらったときに、意見をうかがったら「おもしろい」と言っていただけという。
  - アレンジで留意された点は「ハチマキとタナベはメインキャラですし、特にタナベは意識的に原作と違うキャラクターにしているので、若干ノリが変わるのは仕方ないのですが、フィーやユーリといったキャラクターは、なるべく原作のイメージを壊さないように注意しています。特に原作を使わせていただいた回は、特に気をつけて書いてます」という。
  - オリジナルのキャラクターの決め方については「ほとんど監督の要望で入れた人物なんでよ。ダメな上司を出してとか、ハチマキの友人が欲しいとか、そういった役割での注文だったんです。周到にやってるわけじゃなく、わりと見切り発車で作りましたね。でも谷口監督はきっちりしてる方なので、人物関係やとりまく状況の細かい部分まで気にかけて、きちんと作りこむ人なんですよ。ですから画面上では描かれていなくても省略した段取りも考えましょうというスタンスなんですね」という。
  - SF的にはどうアレンジしたかについては「最初に第X話を書いた時は、SF的なアイデアで解決させようと思っていて、設定考証の小倉さんと打ち合わせもしたのですが、普通の人がお茶の間で見るレベルでのアイデアはなかなか難しいんですね。だから、話の骨子や、オチの部分では、あまりSF的なものは追求してません」という。
  - 専門用語の取り入れについては「SFっぽい単語の必要なところは、小倉さんに加筆していただけるように、@（アットマーク）で空けてあるんですよ。【ユーコピー】と【アイコピー】だけは、なにか象徴的な言葉があるといいねっていう話をしていたとき、小倉さんから航空管制の用語を紹介していただいて。だから、あれも厳密にはSF用語ではないんですよ」という。
- 五藤光学研究所がアニメ版第10話「屑星の空」をプラネタリウム上映用映画に再編集したものがあり、日本全国のプラネタリウムで上映されている[7]。

### スタッフ
- 企画 - 内田健二、上埜芳被、松本寿子
- 監督 - 谷口悟朗
- シリーズ構成・脚本 - 大河内一楼
- キャラクターデザイン - 千羽由利子
- コンセプトデザイン・設定考証 - 小倉信也
- メカニカルデザイン - 高倉武史、中谷誠一
- 美術監督 - 池田繁美
- 色彩設計 - 横山さよ子
- 撮影監督 - 大矢創太
- 編集 - 森田清次
- 音響監督 - 浦上靖夫
- 音楽 - 中川幸太郎
- 取材協力 - JAXA（宇宙航空研究開発機構）
- プロデューサー - 河口佳高、湯川淳、植原智幸
- 製作 - サンライズ、バンダイビジュアル、NHKエンタープライズ21

### 主題歌
オープニング・テーマ「Dive in the Sky」
作詞・作曲・編曲・歌 - 酒井ミキオ
エンディング・テーマ
「Wonderful Life」
作詞・作曲・編曲・歌 - 酒井ミキオ
「PLANETES」（最終回で使用）
作詞・作曲 - 黒石ひとみ / 歌 - Hitomi
挿入歌
「A secret of the moon」
作詞・作曲・編曲 - 黒石ひとみ / 歌 - Hitomi
「Thanks my friend」
作詞・作曲・編曲・歌 - 酒井ミキオ

### 各話リスト
漫画版話数はあくまで目安であり、登場人物や展開が一部異なる。
| 話数       | サブタイトル                   | コンテ          | 演出              | 作画監督                                     | 漫画版話数                        | 放送日         |
| ---------- | ------------------------------ | --------------- | ----------------- | -------------------------------------------- | --------------------------------- | -------------- |
| Phase 1    | 大気の外で                     | 谷口悟朗        | 北村真咲 谷口悟朗 | 千羽由利子 中谷誠一                          | -                                 | 2003年 10月4日 |
| Phase 2    | 夢のような                     | 大橋誉志光      | 大橋誉志光        | 寺岡巌                                       | -                                 | 10月11日       |
| Phase 3    | 帰還軌道                       | 山本恵          | 山本恵            | 中谷誠一                                     | 第2巻： PHASE 7                   | 10月18日       |
| Phase 4    | 仕事として                     | 谷口悟朗        | 五十嵐達也        | 斉藤久                                       | -                                 | 10月25日       |
| Phase 5    | フライ・ミー・トゥ・ザ・ムーン | 杉島邦久        | 石踊宏            | 竹内進二                                     | -                                 | 11月1日        |
| Phase 6    | 月のムササビ                   | 米たにヨシトモ  | 北村真咲          | 工藤昌史 坂本修司                            | -                                 | 11月8日        |
| Phase 7    | 地球外少女                     | 大橋誉志光      | 大橋誉志光        | 中田栄治 千羽由利子                          | 第1巻： PHASE 2                   | 11月15日       |
| Phase 8    | 拠るべき場所                   | 山本恵          | 山本恵            | 米山浩平 池田有 (中村プロダクション)         | -                                 | 11月22日       |
| Phase 9    | 心のこり                       | 笹木信作        | 五十嵐達也        | 斉藤久                                       | -                                 | 11月29日       |
| Phase 10   | 屑星の空                       | 北村真咲        | 村田和也          | しんぼたくろう 高瀬健一 (中村プロダクション) | 第1巻： PHASE 1                   | 12月6日        |
| Phase 11   | バウンダリー・ライン           | 大橋誉志光      | 大橋誉志光        | 工藤昌史 坂本修司                            | -                                 | 12月13日       |
| Phase 12   | ささやかなる願いを             | 須永司          | 吉村章            | 中谷誠一                                     | 第1巻： PHASE 3                   | 12月20日       |
| Phase 13   | ロケットのある風景             | 村田和也        | 古川政美          | 竹内進二                                     | 第1巻： PHASE 4                   | 2004年 1月10日 |
| Phase 14   | ターニング・ポイント           | 須永司          | 五十嵐達也        | 米山浩平 池田有                              | -                                 | 1月17日        |
| Phase 15   | 彼女の場合                     | 杉島邦久        | 北村真咲          | 斉藤久 工藤昌史                              | -                                 | 1月24日        |
| Phase 16   | イグニッション                 | 村田和也        | 村田和也          | 千羽由利子 中田栄治                          | 第1巻： PHASE 5                   | 1月31日        |
| Phase 17   | それゆえの彼                   | 須永司          | 大橋誉志光        | しんぼたくろう 高瀬健一                      | 第2巻： PHASE 6                   | 2月7日         |
| Phase 18   | デブリ課、最期の日             | 山本恵          | 山本恵            | 中谷誠一 植田洋一                            | -                                 | 2月14日        |
| Phase 19   | 終わりは いつも…               | 須永司          | 五十嵐達也        | 米山浩平 池田有                              | 第2巻： PHASE 8                   | 2月21日        |
| Phase 20   | ためらいがちの                 | 北村真咲        | 北村真咲          | 斉藤久 工藤昌史 しんぼたくろう 高瀬健一      | 第2巻： PHASE 8                   | 2月28日        |
| Phase 21   | タンデム・ミラー               | 村田和也        | 村田和也          | 千羽由利子 中田栄治                          | 第2巻： PHASE 8                   | 3月6日         |
| Phase 22   | 暴露                           | 須永司          | 吉村章            | しんぼたくろう 高瀬健一                      | -                                 | 3月13日        |
| Phase 23   | デブリの群れ                   | 大橋誉志光      | 大橋誉志光        | 中谷誠一                                     | 第2巻： PHASE 9                   | 3月20日        |
| Phase 24   | 愛                             | 谷口悟朗 山本恵 | 山本恵            | 米山浩平 池田有                              | 第2巻： PHASE 9 PHASE 10          | 4月3日         |
| Phase 25   | 惑い人                         | 五十嵐達也      | 五十嵐達也        | 斉藤久 工藤昌史                              | 第2巻： PHASE 11 第3巻： PHASE 15 | 4月10日        |
| Last Phase | そして巡りあう日々             | 谷口悟朗        | 北村真咲 谷口悟朗 | 千羽由利子 中田栄治                          | 第3巻： PHASE 16                  | 4月17日        |

### DVD / Blu-ray
DVD各巻すべての映像特典には、本編映像を見ながら設定などを見られる「コメンタリーボード」機能と、サイドストーリー「オーディオドラマ」（脚本：大河内一楼）が収録されている。
Blu-ray Boxには、DVDで収録されたすべての映像特典に加えて、新規の映像特典もある。
| タイトル・巻数                                | 発売日         | 収録話                | 各巻映像特典など |
| DVD                                           | DVD            | DVD                   | DVD |
| --------------------------------------------- | -------------- | --------------------- | --- |
| プラネテス 1                                  | 2004年4月23日  | Phase 1 - Phase 2     | - 第1話オーディオコメンタリー（出演：谷口悟朗、田中一成、雪野五月） |
| プラネテス 2                                  | 2004年5月28日  | Phase 3 - Phase 5     | - デジタルギャラリー「千羽由利子修正作画集」 |
| プラネテス 3                                  | 2004年6月25日  | Phase 6 - Phase 8     | - ノンテロップ・オープニング1、エンディング |
| プラネテス 4                                  | 2004年7月23日  | Phase 9 - Phase 11    | - 第10話オーディオコメンタリー - （出演：谷口悟朗、田中一成、子安武人、雪野五月）                                                                                          |
| プラネテス 5                                  | 2004年8月27日  | Phase 12 - Phase 14   | - 第12話オーディオコメンタリー（出演：谷口悟朗、折笠愛、ほか） |
| プラネテス 6                                  | 2004年9月24日  | Phase 15 - Phase 17   | - 第16話オーディオコメンタリー - （出演：大河内一楼、千羽由利子、田中一成、ほか） - 千羽由利子描き下ろし「デジタルコミックス がんばれノノちゃん 1」                        |
| プラネテス 7                                  | 2004年10月22日 | Phase 18 - Phase 20   | - オープニング素材集 |
| プラネテス 8                                  | 2004年11月26日 | Phase 21 - Phase 23   | - 千羽由利子描き下ろし「デジタルコミックス がんばれノノちゃん 最終回」 - プロモーション映像集                                                                              |
| プラネテス 9                                  | 2004年12月23日 | Phase 24 - Last Phase | - 第24話 - 最終話オーディオコメンタリー - （出演：谷口悟朗、田中一成、雪野五月、大河内一楼） - デジタルイラストギャラリー                                                  |
| Blu-ray                                       |                |                       | |
| プラネテス Blu-ray Box 5.1ch Surround Edition | 2009年9月25日  | 全話                  | 新規映像特典 - 田中一成 presents 筑波宇宙センター音響取材リポート - 新規オーディオコメンタリーをピクチャーinピクチャーにて2話分収録 - 出演：田中一成、雪野五月、谷口悟朗） |

### CDサントラ
- 「プラネテス オリジナルサウンドトラック」 2003年12月17日 ビクターエンタテインメント
- 「プラネテス オリジナルサウンドトラック 2」 2004年3月24日 ビクターエンタテインメント

### CDドラマ
- 「プラネテス CD Drama "Sound Marks"」 2004年4月14日 ビクターエンタテインメント

### インターネットラジオ
- ネットでプラネテス!!
  - アニメ公式サイトの企画として配信。主人公声優・田中一成と番組プロデューサー3人のオッサン4人だけのメンバーで、ほとんどの回、細々と会議室などで録音されていた、非常に手作り感覚溢れる番組。それが好評だったため、「今回で終わり」と言いつつ事あるごとに収録され、結局、放送終了1年4か月後の2005年8月まで続くことになった。
  - 後に、本作のスタッフが多数参加した作品『コードギアス 反逆のルルーシュ』でも、（『コードギアス』では脇役に過ぎない）田中一成をメインにほぼ同じメンバーでネットラジオ『裏でネットギアス』が配信された。さらに、Blu-rayボックス発売を記念して「ネットでプラネテス!! リベンジ!」が2009年6月から9月まで配信された。

### 再放送時の反応
- 2022年1月25日、元JAXA（宇宙航空研究開発機構）職員の野田篤司が自身のTwitterで「何処が面白いんだ」「実際に宇宙をやっているプロとして迷惑している」などと投稿した[8]。これに対し、原作者の幸村誠が野田の発言との関連性は明言していないものの、「プラネテスはフィクション」「未来が舞台のボクの空想」などとTwitterに投稿した。同時に「『面白くない』というご感想については、全くボクの力不足で申し訳ございません。」と謝罪した[8]。同月26日に「プラネテス」がトレンドワードとなるなど話題となり[9]、同月27日、野田は当該ツイートを削除し、謝罪した[8]。

| NHK Eテレ 日曜 19:00 - 19:25                                        | NHK Eテレ 日曜 19:00 - 19:25                          | NHK Eテレ 日曜 19:00 - 19:25                              |
| 前番組                                                              | 番組名                                                | 次番組                                                    |
| ------------------------------------------------------------------- | ----------------------------------------------------- | --------------------------------------------------------- |
| 映像研には手を出すな!（アニメ版） （2021年10月24日 - 2022年1月2日） | プラネテス（再放送） （2022年1月9日 - 2022年7月10日） | ラブライブ!スーパースター!!（第2期） （2022年7月17日 - ） |

## 小説
- 小説プラネテス「家なき鳥、星をこえる」著：常盤陽、原作：幸村誠 2007年11月15日発売。ISBN 978-4-06-364710-5
  - 外伝作品。設定はアニメではなく、原作コミックを踏襲している。ハキムの幼少期から青年期、そして宇宙防衛戦線の活動を停止した後までが描かれている。